# Prairies alluviales et milieux associés de Saône-et-Loire
Prairies alluviales et milieux associés de Saône-et-Loire este o arie protejată (arie de protecție specială avifaunistică — SPA) din Franța întinsă pe o suprafață de 8.980 ha, integral pe uscat.

## Localizare
Centrul sitului Prairies alluviales et milieux associés de Saône-et-Loire este situat la coordonatele 46°39′39″N 4°48′31″E / 46.66083°N 4.80861°E.

## Înființare
Situl Prairies alluviales et milieux associés de Saône-et-Loire a fost declarat arie de protecție specială avifaunistică în baza directivei 79/409 din 1979 referitoare la conservarea păsărilor sălbatice pentru a proteja 54 de specii de animale.

## Biodiversitate
Situată în ecoregiunea continentală, aria protejată nu include niciun habitat protejat.
La baza desemnării sitului se află mai multe specii protejate de  păsări (54): pescăruș albastru (Alcedo atthis), stârc roșu (Ardea purpurea), stârc galben (Ardeola ralloides), ciuf de câmp (Asio flammeus), cucuvea (Athene noctua), rață roșie (Aythya nyroca), buhai de baltă (Botaurus stellaris), Bubulcus ibis, chirighiță-cu-obraz-alb (Chlidonias hybridus), chirighiță neagră (Chlidonias niger), barză albă (Ciconia ciconia), barză neagră (Ciconia nigra), șerpar (Circaetus gallicus), erete de stuf (Circus aeruginosus), erete vânăt (Circus cyaneus), erete cenușiu (Circus pygargus), cristeiul de câmp (Crex crex), Cygnus columbianus bewickii, lebădă de iarnă (Cygnus cygnus), lebădă de vară (Cygnus olor), ciocănitoare neagră (Dryocopus martius), egretă albă (Egretta alba), egretă mică (Egretta garzetta), presură de grădină (Emberiza hortulana), șoim de iarnă (Falco columbarius), șoim călător (Falco peregrinus), cufundar polar (Gavia arctica), cufundar mare (Gavia immer), pescăriță râzătoare (Gelochelidon nilotica), cocor (Grus grus), codalb (Haliaeetus albicilla), piciorong (Himantopus himantopus), stârc pitic (Ixobrychus minutus), sfrâncioc roșiatic (Lanius collurio), sitar de mal nordic (Limosa lapponica), sitar de mâl (Limosa limosa), gaia neagră (Milvus migrans), gaia roșie (Milvus milvus), culic mare (Numenius arquata), stârc de noapte (Nycticorax nycticorax), vultur pescar (Pandion haliaetus), bătăuș (Philomachus pugnax), ciocănitoare verzuie (Picus canus), lopătar (Platalea leucorodia), ploier auriu (Pluvialis apricaria), corcodel-urechiat (Podiceps auritus), cresteț pestriț (Porzana porzana), Porzana pusilla, ciocântors (Recurvirostra avosetta), chiră mică (Sterna albifrons), chiră de baltă (Sterna hirundo), Sterna paradisaea, fluierar de mlaștină (Tringa glareola), nagâț (Vanellus vanellus).
Pe lângă speciile protejate, pe teritoriul sitului au mai fost identificate 2 specii de păsări.